# Bainbridge (Georgia)
Bainbridge is een plaats (city) in de Amerikaanse staat Georgia, en valt bestuurlijk gezien onder Decatur County.

## Demografie
Bij de volkstelling in 2000 werd het aantal inwoners vastgesteld op 11.722.
In 2006 is het aantal inwoners door het United States Census Bureau geschat op 12.087, een stijging van 365 (3,1%).

## Geografie
Volgens het United States Census Bureau beslaat de plaats een oppervlakte van
48,9 km², waarvan 45,9 km² land en 3,0 km² water. Bainbridge ligt op ongeveer 37 m boven zeeniveau.

## Plaatsen in de nabije omgeving
De onderstaande figuur toont nabijgelegen plaatsen in een straal van 36 km rond Bainbridge.